# The Sleeping Princess
The Sleeping Princess é um desenho animado produzido pela Walter Lantz Productions em 1939 pela Universal Pictures, que foi lançado em 12 de abril de 1939.

## Produção
Este desenho animado foi a produção nº 976 da Walter Lantz Productions, o segundo e último da série Nertsery Rhyme.

## Sinopse
O reino está em festa após o nascimento da bebê, e seus pais convidam quatro boas fadas que cuidam do reino, as fadas da Beleza, Conhecimento, Riqueza e Destino. Por acidente, o convite da Destino fica debaixo do tapete da casas delas, e a fada acredita que foi ignorada, indo ao castelo para amaldiçoar a bebê, que terá um sono do qual não conseguirá despertar. Quando a princesa está com quinze anos, ela espeta o dedo numa roca em que a fada está (disfarçada de idosa), e adormece.
Quase cem anos depois a fada descobre o engano ao encontrar o convite perdido, ela desfaz a magia ao encontrar um príncipe de beleza duvidosa para beijá-la e acordá-la da maldição.